# TVP ABC 2
TVP ABC 2, vormals TVP Eszkoła Domowe Przedszkole oder TVP Domowe Przedszkole, ist ein Bildungskanal des Polnischen Fernsehens, der sich an Vorschulkinder richtet und am 23. März 2022 um 9:00 Uhr gestartet wurde, um Kinder während der COVID-19-Pandemie online unterrichten oder den Kindergarten online anbieten zu können. Der Kanal sendete zunächst montags bis freitags von 9:00 bis 13:00 Uhr, aber der Sendeschluss wurde später auf 17:35 Uhr nach hinten verschoben.

## Empfang
Der Sender ist über DVB-T, MUX-8 und HbbTV, sowie TVP Stream VOD zu empfangen.

## Geschichte
Am 15. Februar 2022 um 6.00 Uhr morgens wurde der Kanal in TVP ABC 2 umbenannt. Als erstes Programm auf TVP ABC 2 wurde Domisie ausgestrahlt. Der Sender sendet momentan von 6:00 Uhr morgens bis Mitternacht und ist in verschiedenen deutschen Abos verfügbar.
Wegen des Kriegs in der Ukraine begann der Sender ab dem 2. März 2022 mit der Übersetzung von Sendungen ins Ukrainische, z. B. Halo halo!, Licz na Wiktora und Zagadki zwierzogromadki. Außerdem gab der Sender bekannt, dass er an weiteren Übersetzungen polnischer Sendungen ins Ukrainische arbeite.